# Johannes Voet

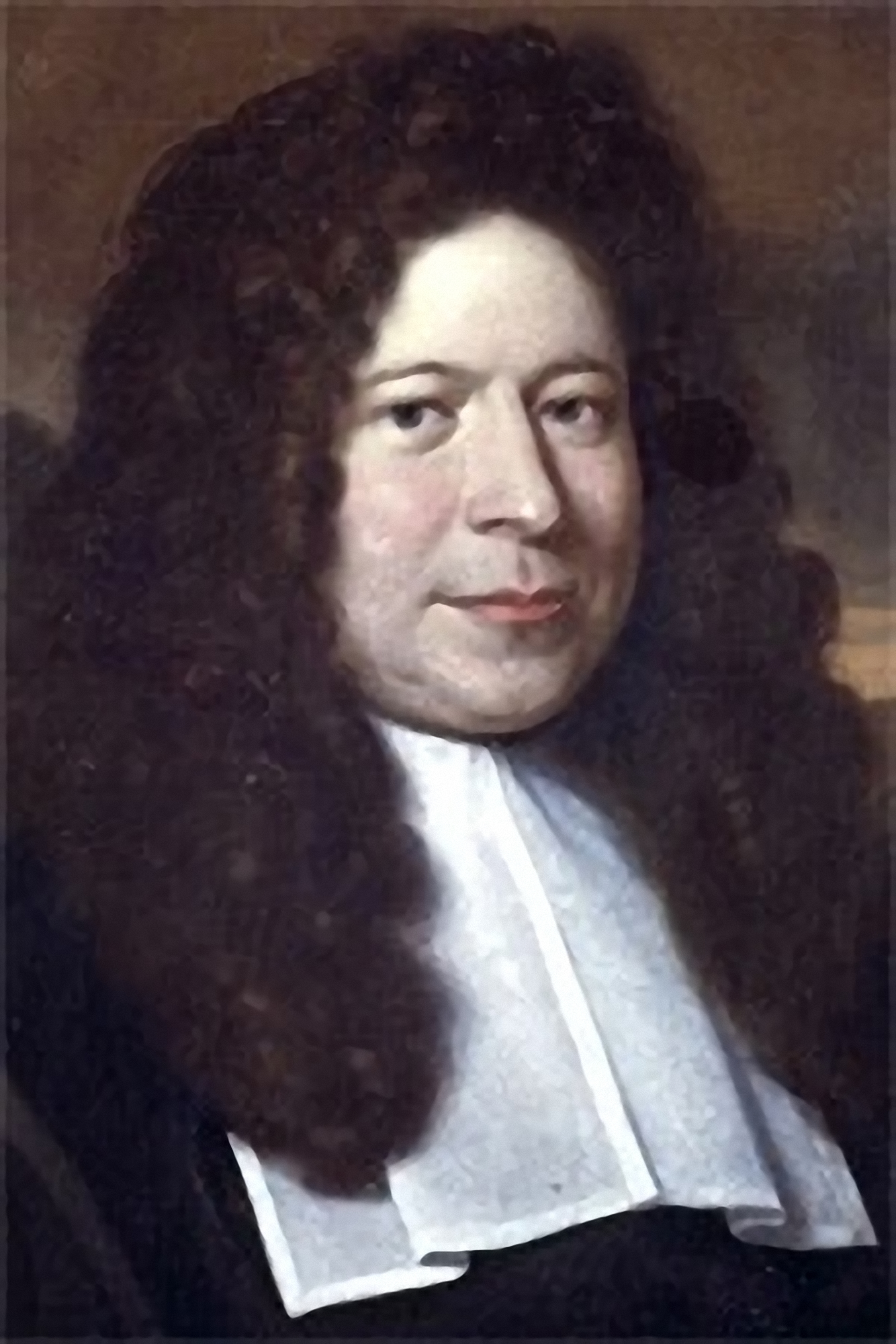
Johannes Voet

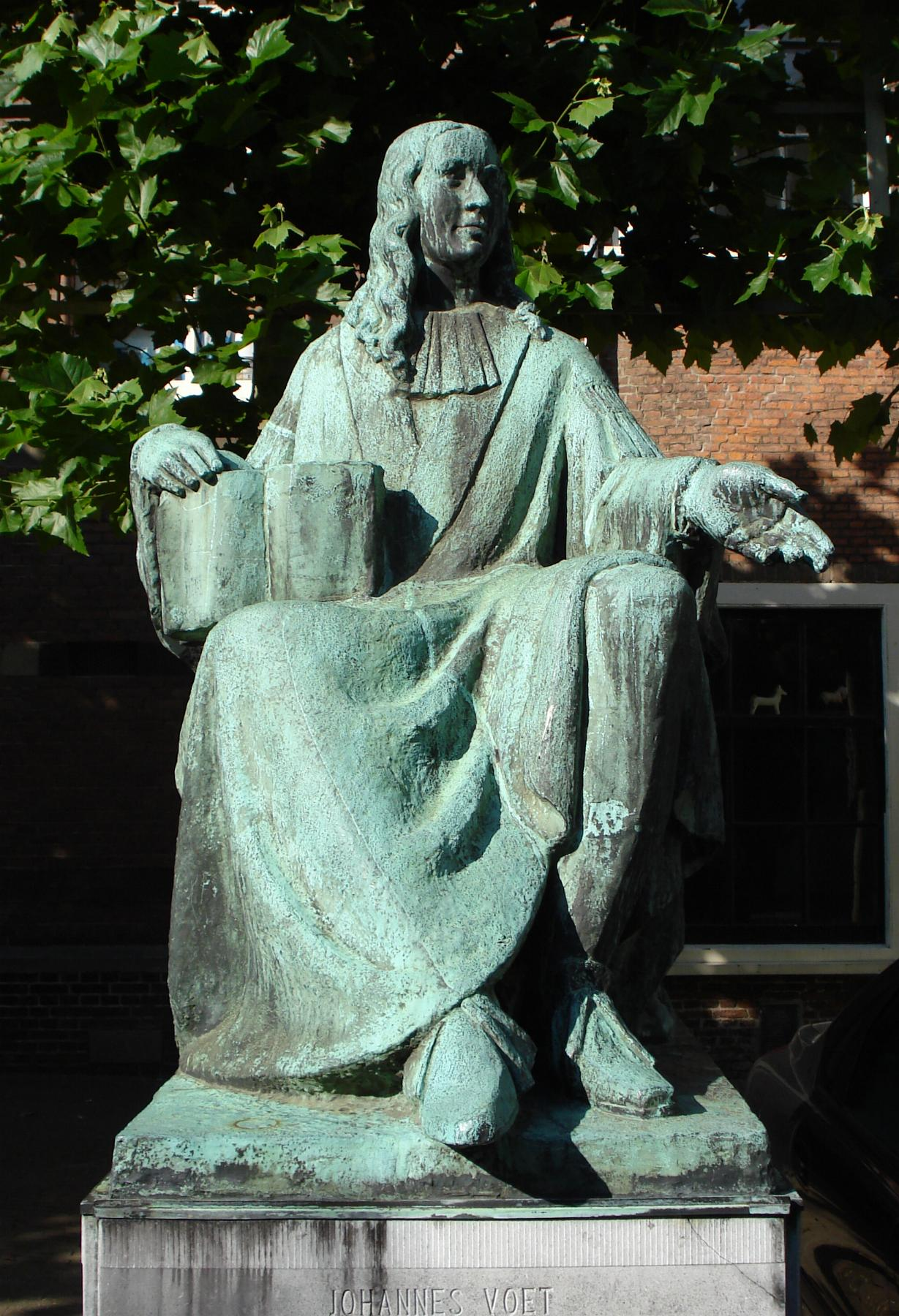
Johannes Voet, Denkmal in Den Haag

Johannes Voet (* 3. Oktober 1647 in Utrecht; † 9. oder 11. September 1713 in Leiden) war einer der bedeutendsten Juristen des usus modernus pandectarum in den Niederlanden und wird häufig der holländischen eleganten Schule zugerechnet.

## Leben
Voets Vater war der Rechtsprofessor Paulus Voet, einer der frühen holländischen Juristen, die sich zum Kollisionsrecht äußerten. Seine Mutter war Elisabeth van Winsen.
Nach dem Besuch der Lateinschule studierte Johannes Voet an der Universität Utrecht, wo er auch zum Doktor der Rechte promoviert haben soll. Da weder die Matrikel noch der Utrechter Promotionskatalog seinen Namen verzeichnen, könnte er auch in Frankreich seine Studien absolviert haben. Seine erste Professur trat er an der Hohen Schule Herborn 1670 an. Anschließend wurde er am 11. Mai 1674 als Professor der Rechte an die Universität Utrecht berufen, welches Amt er am 25. August 1674 mit der Rede De advocatis antrat. Hier beteiligte er sich 1679/80 als Rektor der Alma Mater auch an den organisatorischen Aufgaben.
Am 16. Januar 1680 erhielt er von den Kuratoren der Universität Leiden eine Berufung als Professor für römisches Recht. Diesem Ruf folgte er am 6. Februar 1680. Nachdem er im Dezember 1687 eine Gehaltszulage von 2000 Gulden erhalten hatte, übernahm er am 19. Januar 1688 den Lehrstuhl für praktisches Recht. Er las fortan nicht mehr nur Römisches Recht, sondern – als erster Jurist in den Niederlanden – auch geltendes Recht. Für seine Vorlesungen verwendete er ein Buch des Vordenkers der Aufklärung, des Rechtsgelehrten Hugo Grotius mit dem Titel „Inleidinge tot de Hollandsche rechts-geleerdheid“. Auch in Leiden beteiligte er sich in den Jahren 1681/82, 1686/87, 1709/10 als Rektor der Alma Mater und war mit organisatorischen Aufgaben der Hochschule betraut. Bekannter Nachlass sind zwei Reden, die er anlässlich der Niederlegung der Rektorate gehalten hatte, 1687 die Rede de docentium et discentium officio und 1710 die Rede qua monstratur veritas asserti: raros esse, qui philosophantur.
Aus seiner am 23. Mai 1680 in Leiden geschlossenen Ehe mit Magdalena de Sadeler (* Amsterdam; † 24. März 1718 in Utrecht) stammt die Tochter Anna Elisabeth Voet (* 26. Juni 1686 in Leiden; begr. 31. Oktober 1724 in Utrecht), welche am 6. August 1705 in Utrecht den Utrechter Sekretär Gijsbert Voet van Winssen (get. 2. September 1649 in Utrecht; begr. 28. Juli 1742 in Utrecht) heiratete.

## Lehre
Voet wollte römisches und modernes Recht miteinander verknüpfen, Theorie und Praxis miteinander in Einklang bringen. Sein Anliegen war es, Recht zu erklären und nicht, wie die humanistische Jurisprudenz, philologische Textkritik zu betreiben. So zeichnete er auch verantwortlich für das Hauptwerk der holländischen Schule, den Pandektenkommentar Commentarius ad Pandectas. Er problematisierte dabei nicht die Entstehungsgeschichte des Corpus iuris, weil er die Gesetzessammlung grundsätzlich als unproblematischen Gesetzestext hinnahm.
Für die Erklärung des Rechts und um ein guter Jurist zu sein reichte nach Voets Auffassung die Kenntnis des positiven Rechts aus, während sein Fakultätskollege Gerhard Noodt vom humanistischen Verständnis der Texte her, eine historische, philologische Ausbildung, neben der juristischen, für erforderlich hielt und die Texte des Corpus Iuris einer philologischen Textkritik unterzog sowie auf mögliche Interpolationen untersuchte.
Bedeutung hat Voet für das Internationale Privatrecht, er trug zur Verbreitung der von seinem Vater entwickelten Statuteneinteilung und des comitas-Prinzips, mithin der Zusammenarbeit und gegenseitigen Rücksichtnahme der verschiedenen Staaten, bei. Das heute in Südafrika und anderen ehemaligen niederländischen Kolonien noch im Ansatz gültige „römisch-niederländische Recht“ geht vornehmlich auf die Autorität Voets zurück. Auch seine Bedeutung für Entwicklungen des römischen Rechts innerhalb Europas darf hervorgehoben werden.

## Werke
- De Jure militari liber sing. In quo plurimae ad militiae militumque jura pertinentes controversiae juxta leges, gentium mores, et rerum judicatarum exempla sunt definitae. Utrecht 1670 (books.google.de), Den Haag 1705 (books.google.de), Brüssel 1728 (books.google.de), Jena 1758 ins niederländische übersetzt: Den Haag 1726
- De erciscunda familia liber singularis. Utrecht 1673, 1700 (books.google.de), 1717 (books.google.de).
- Oratio funebris in obitum Andreae Essenii. Utrecht 1677
- Responsio ad Libellum Cephae Pistophili adversus Gisberti Voetii Disputationem de Justificatione. Den Haag 1677
- Compendium juris juxta seriem Pandectarum. Felix Lopez, Leiden 1682 (Ausgabe 1720 books.google.ch, Ausgabe 1731 bvpb.mcu.es, Ausgabe 1736 books.google.ch, Ausgabe 1736 books.google.ch).

Pandektenlehrbuch für Studenten
- Commentarius ad Pandectas. In quo praeter Romani juris principia ac controversias illustriores, jus etiam hodiernum, et praecipue fori quaestiones excutiuntur 2 Bde. Johannes Verbessel, Leiden 1698/1704 (objects.library.uu.nl), Den Haag 1704, 1707 (books.google.de), 1716, 1723, 1726, 1731–34, Genf 1769, Venedig 1775 (books.google.de), Genf 1778 (books.google.de), Halle 1680 (books.google.de) vermehrt mit einem Supplementum von Joh. van der Linden (Utrecht 1793),

Dieser in Lateinisch verfasste Kommentar wurde ins Englische übersetzt, u. a. 1954: The selecvite Voet, und dient noch heute in Südafrika als Standardwerk zum römisch-holländischen Recht, also Gemeines Recht holländischer Prägung.
- Oratio, qua monstratur veritas asserti a d. pio Rarosesse, qui philosophantur. Leiden 1710 (books.google.de).
- Oratio Funebris in obitum Antonii Matthaei A.F.A.N. Leiden 1710 (books.google.de).
- Elementa juris secundum ordinem Institutionum Justiniani in usum domesticae exercitationis digesta. Leiden 1712 (books.google.de).
- Compendium juris juxta seriem Pandectarum, adjectis differentiis juris civilis et canonici. Leiden 1715 und 1720 (books.google.de), 2. Bände.
- De erciscunda familia liber sing. Additionibus nonnullis ut et supremi Brabantiae senatus arrestis hac primum editione illustratus. Brüssel 1717.